# Sabine Fließ
Sabine Fließ (* 3. April 1960; † 12. Juli 2025 in Soest) war eine deutsche Wirtschaftswissenschaftlerin und Hochschullehrerin.

## Leben
Nach dem Abitur 1979 studierte sie von 1979 bis 1984 Wirtschaftswissenschaften an den Universitäten Hamburg und Hannover mit Abschluss als Diplom-Ökonomin. Von 1984 bis 1985 war sie wissenschaftliche Mitarbeiterin im Modellversuch „Technischer Vertrieb“ an der Universität Hannover. Von 1985 bis 1999 war sie wissenschaftliche Mitarbeiterin im Postgraduate-Studiengang for Executives „Master of Business Marketing“ (Fernstudium mit Präsenzseminaren für die Zielgruppe der Vertriebsingenieure). Nach der Promotion 1992 zum Dr. rer. pol. am Fachbereich Wirtschaftswissenschaft der FU Berlin vertrat sie von 1999 bis 2000 den Douglas-Stiftungslehrstuhl für Dienstleistungsmanagement an der FernUniversität in Hagen. Nach der Habilitation 1999 im Fachbereich Wirtschaftswissenschaft der Freien Universität Berlin lehrte sie von 2000 bis 2024 als Inhaberin des Douglas-Stiftungslehrstuhls für Dienstleistungsmanagement an der FernUniversität in Hagen.
Ihre Forschungsschwerpunkte waren Dienstleistungsmanagement, insbesondere das Management von Dienstleistungsprozessen, die Gestaltung von Dienstleistungsumgebungen (Servicescapes), das Kaufverhalten bei Dienstleistungen sowie das Business-to-Business-Management, insbesondere Kundenintegration und Vertriebsmanagement.

## Schriften (Auswahl)
- Messeselektion. Entscheidungskriterien für Investitionsgüteranbieter. Wiesbaden 1994, ISBN 3-8244-6002-5.
- mit Michael Kleinaltenkamp: Berufsbilder und Weiterbildungsbedarf im technischen Vertrieb. Berlin 1995, ISBN 3-540-58998-8.
- Die Steuerung von Kundenintegrationsprozessen. Effizienz in Dienstleistungsunternehmen. Wiesbaden 2001, ISBN 3-8244-9039-0.
- Prozessorganisation in Dienstleistungsunternehmen. Stuttgart 2006, ISBN 3-17-017439-8.
- Management von Dienstleistungsprozessen. Service Co-Creation – Service Experience – Service Value. Wiesbaden 2024, ISBN 978-3-658-44146-3, DOI 10.1007/978-3-658-44147-0 (Ko-Autoren Stefan Dyck und Maarten Volkers)